# Jonafan (Cvjetkov)
Jonatan (vlastním jménem: Igor Vasiljevič Cvjetkov; 8. června 1962, Sovětskaja Gavaň) je kněz Ruské pravoslavné církve a arcibiskup Abakanu a Chakasie.

## Život
Narodil se 8. června 1962 v Sovětské Gavani. Roku 1982 vstoupil do Moskevského kněžského semináře. Roku 1985 byl přijat mezi bratry Trojicko-sergijevské lávry a 25. prosince byl postřižen na monacha.
Dne 25. února 1986 byl rukopoložením vysvěcen na hierodiakona a přeložen do Danilovského monastýru. Dne 20. března 1988 byl vysvěcen na hieromonacha.
Roku 1990 po ukončení Moskevské duchovní akademie začal sloužit v chabarovské eparchii. Roku 1990 se stal děkanem farnosti bl. Xenie Petrohradské v Južno-Sachalinsku. O rok později se stal děkanem Sachalinské oblasti.
Dále působil jako děkan farnosti Všech svatých v Južno-Kurilsku, děkan katedrály Vzkříšení v Južno-Sachalinsku, hlava eparchiálního oddělení pro vzájemné působení s ozbrojenými silami, redaktor eparchiálních novin.
Dne 17. července 1997 byl zvolen biskupem južno-sachalinským a kurilským a dne 1. srpna 1997 proběhla v katedrále Danilovského monastýru jeho biskupská chirotonie.
Dne 29. prosince 1999 byl zvolen biskupem abakanským a kyzylským.
Dne 1. února 2010 byl patriarchou Kirillem povýšen do hodnosti arcibiskupa.
V souvislosti s vytvořením eparchie Kyzyl mu byl 5. října 2011 změněn na titul na arcibiskup abakanský a chakaský.